# 954
954 (CMLIV) var ett normalår som började en söndag i den julianska kalendern.

## Händelser

### November
- 12 november – Lothar kröns till kung av Västfrankiska riket.

### Okänt datum
- Efter Malkolm I:s död efterträds han som kung av Skottland av sin syssling Indulf.

## Födda
- Wang Yucheng, kinesisk poet.

## Avlidna
- 10 september – Ludvig från andra sidan havet, kung av Västfrankiska riket sedan 936
- Erik Blodyx, kung av Norge 933–935
- Malkolm I, kung av Skottland sedan 943